# Böhmermann-affæren
Böhmermann-affæren er en politisk statsaffære omkring den tyske komiker Jan Böhmermann, som læste et digt højt i satireshowet Neo Magazin Royale i slutning af marts måned 2016, hvor han fornærmede den tyrkiske præsident Recep Tayyip Erdoğan med et profant sprogbrug.
Baggrunden for digtet var sangen "Erdowie, Erdowo, Erdogan", en sang som kritiserede Erdoğan i satireshowet Extra 3. Erdoğan ønskede af den tyske regering, at de forbød sangen. Svaret var en stor debat i Tyskland om Tyrkiet og pressefrihed . Jan Böhmermanns respons var skældsdigtet, hvor han som satiriker ville vise kunstens og pressefrihedens grænser. Han sagde udtrykkeligt, at et sådant digt er ulovligt i Tyskland, medens han læste digtet højt.[kilde mangler]
Erdoğan har anlagt sag mod komikeren for fornærmelse mod fremmed statsoverhoved og for injurier, StGB §103 og §104a.